# Mabel Paige
Pour les articles homonymes, voir Paige.
Mabel Paige (1880–1954) est une actrice du cinéma américain. 

## Filmographie
- 1914 : Back to the Farm de Joseph Levering et Willard Louis (CM) : Mrs. Cassett
- 1914 : A Fool There Was de Frank Griffin (CM) : Bess
- 1914 : The Soubrette and the Simp de Jerold T. Hevener (CM) : The Soubrette
- 1914 : She Was the Other de Arthur Hotaling (CM) : Helen
- 1914 : You Can't Beat Them (CM) : Her Mother
- 1914 : The Servant Girl's Legacy de Arthur Hotaling (CM) : Mandy Spraggs
- 1915 : Shoddy the Tailor de Willard Louis (CM) : Myrtle, an Old Maid
- 1915 : Another Shade of Green (CM) :
- 1915 : A Double Role de Willard Louis (CM) :
- 1915 : He Couldn't Explain de Arthur Hotaling (CM) : Cora Lusk - Adventuress
- 1915 : Mixed Flats de Willard Louis (CM) : Slavey
- 1915 : The Fresh Agent (CM) : Mazie
- 1915 : Caught with the Goods (CM) : Samanthy Moore - Jim's Wife
- 1915 : Capturing Bad Bill de E.W. Sargent (CM) : Mary Pepper
- 1915 : Dog-Gone Luck de Walter Law (CM) :
- 1915 : Avenging Bill de John A. Murphy (CM) : Lucy
- 1915 : That Brute de John A. Murphy (CM) :
- 1915 : The Wayville Slumber Party de Edwin R. Coffin (CM) :
- 1915 : The Crazy Clock Maker de Jerold T. Hevener (CM) :
- 1916 : It Happened in Pikesville de Jerold T. Hevener (CM) : Julia Jiggs
- 1918 : Eight Bells de John F. Byrne
- 1942 : Ton cœur est mon cœur (My Heart Belongs to Daddy) de Robert Siodmak : Nurse Eckles
- 1942 : Jordan le révolté (Lucky Jordan) de Frank Tuttle : Annie ('Ma')
- 1942 : Au pays du rythme (Star Spangled Rhythm) de George Marshall : Swing Shift Singer (non créditée)
- 1943 : Freedom Comes High de Lewis Allen (CM) : Rhoda, Ellen's Babysitter
- 1943 : Happy Go Lucky de Curtis Bernhardt : Mrs. Smith
- 1943 : La Boule de cristal (The Crystal Ball) de Elliott Nugent : Lady with Pekinese (non créditée)
- 1943 : Young and Willing de Edward H. Griffith : Mrs. Garnett
- 1943 : The Good Fellows de Jo Graham : Miss Kent
- 1943 : Someone to Remember de Robert Siodmak : Mrs. Freeman
- 1943 : Caribbean Romance de Lester Fuller (CM) : Linda's Aunt
- 1943 : Pris sur le vif de George Marshall : Mom Porter
- 1944 : You Can't Ration Love de Lester Fuller : Miss Hawks (replaced by Sarah Edwards) (non créditée)
- 1944 : Fun Time de William Shea (CM) : Ma
- 1944 : National Barn Dance de Hugh Bennett : Mrs. Garvey
- 1945 : Dangereuse association (Dangerous Partners) de Edward L. Cahn : Marie Drumman
- 1945 : Un héritage sur les bras (Murder, He Says) de George Marshall : Grandma Fleagle
- 1945 : Un cœur aux enchères (Out of this World) de Hal Walker : Mrs. Robbins
- 1945 : She Wouldn't Say Yes de Alexander Hall : Mrs. Martha Whittaker (non créditée)
- 1946 : Behind Green Lights d'Otto Brower : Flossie
- 1946 : Nocturne de Edwin L. Marin : Mrs. Warne
- 1947 : L'Heure du crime (Johnny O'Clock) de Robert Rossen : Slatternly Woman Tenant
- 1947 : Beat the Band de John H. Auer : Mrs. Peters
- 1947 : Mon loufoque de mari (Her Husband's Affairs) de S. Sylvan Simon : Mrs. Josper
- 1948 : If You Knew Susie (en) de Gordon Douglas : Grandma
- 1948 : Une femme sans amour (The Mating of Millie) de Henry Levin : Mrs. Hanson
- 1948 : Half Past Midnight de William F. Claxton : Hester Thornwall
- 1948 : Pénitencier du Colorado (Canon City) de Crane Wilbur : Mrs. Edith Oliver
- 1948 : Le Balafré (Hollow Triumph) de Steve Sekely : Charwoman
- 1948 : Johnny Belinda de Jean Negulesco : Mrs. Lutz
- 1949 : Roseanna McCoy de Irving Reis : Grandma Sykes
- 1950 : La Marche à l'enfer (Edge of Doom) de Mark Robson : Mrs. Pearson
- 1950 : La Scandaleuse Ingénue (The Petty Girl) de Henry Levin : Mrs. Hibsch - Faculty Cook (non créditée)
- 1952 : L'Homme à l'affût (The Sniper) de Edward Dmytryk : Landlady
- 1952 : Gosses des bas-fonds (Bloodhounds of Broadway) de Harmon Jones : Madame Moana (non créditée)
- 1953 : Houdini le grand magicien (Houdini) de George Marshall : Medium (non créditée)